# 伦敦会米市教堂
伦敦会米市教堂是中国北京历史上的一座重要教堂，位于东城区的东单北大街43号，由英国伦敦会于1865年所创建。
1865年，伦敦会在米市大街（今东单北大街）东堂子胡同西口购地，院内建造医院、学校、传教士住宅和教堂，称为“双旗竿伦敦会”。1900年6月13日，双旗竿伦敦会与北京城内其他10余座教堂在同一天被义和团烧毁。事变结束后，伦敦会大院得以重建，规模比前扩大数倍。院内的米市教堂能容八百人。由于该堂牧师诚静怡倡导，1916年米市教堂宣布自立，称为中华基督教会米市堂。
1919年，伦敦会将医院出售给美国洛克菲勒基金会，改办北京协和医院。米市教堂迁至路西（东单北大街43号）信徒雍剑秋捐献的地基重建。
1958年北京教会各宗派举行联合礼拜，米市教堂关闭，信徒并入附近的灯市口堂。不久趙復三等人表示灯市口教堂还是太大，将其献给国家，改到東單北大街原中华聖經會礼拜，也名為米市堂。1966年文革中关闭。1973年，米市堂向北京的外國僑民開放，为中国大陆唯一开放的教堂。1982年，米市堂礼拜改到重新开放的崇文门亚斯立堂。

## 著名信徒
- 诚静怡。